# Ісмагілово (Давлекановський район)
Ісмагі́лово (рос. Исмагилово, башк. Исмәғил) — село у складі Давлекановського району Башкортостану, Росія. Входить до складу Казангуловської сільської ради.
Населення — 150 осіб (2010; 137 в 2002).
Національний склад:
- башкири — 92 %